# Rhaphium angusticorne
Rhaphium angusticorne är en tvåvingeart som beskrevs av Friedrich Hermann Loew 1850. Rhaphium angusticorne ingår i släktet Rhaphium och familjen styltflugor. Inga underarter finns listade i Catalogue of Life.